# ECOS de España y Latinoamérica
ECOS (ehemals ECOS de España y Latinoamérica [ˈekos de esˈpaɲa i laˌtinoaˈmeɾika] (span.: ‚Echos aus Spanien und Lateinamerika‘)) ist ein erscheinendes, spanisch-deutsches Sprachmagazin des ZEIT Sprachen Verlags (ehemals Spotlight Verlag). Es erscheint seit 1991, zunächst unter dem Titel Ecos de España, von 1995 an unter ECOS de España y Latinoamérica bis vor dem Inhaberwechsel auf den jetzigen Titel.

## Gestaltung des Magazins
Ziel des Magazins ist es, den deutschsprachigen Lesern die spanische Sprache und Kultur näherzubringen. Die Zeitschrift enthält kommentierte und mit Vokabelerklärungen versehene Texte zu aktuellen Themen in spanischer Sprache. Neben Kurzinterviews, Reportagen, Kommentaren und humoristischen Beiträgen umfasst das Magazin einen Sprachteil. Mit Hilfe von Erklärungen, Aufgaben und Vokabelkärtchen können Grammatik und Vokabeln eingeübt werden. Um das Textverständnis zu erleichtern, ist eine Übersetzungshilfe ungebräuchlicher Vokabeln und Redewendungen enthalten. Die Artikel sind nach sprachpsychologischen Gesichtspunkten gestaltet und in drei Schwierigkeitsgrade entsprechend dem Gemeinsamen Europäischen Referenzrahmen eingeteilt, um so das Erlernen der Fremdsprache zu fördern.

## Auflage
Die Auflage wird seit dem zweiten Quartal 2020 nicht mehr der IVW gemeldet. Im ersten Quartal 2020 lag die verkaufte Auflage bei 36.922 Exemplaren.
| 1998  | 1999   | 2000   | 2001   | 2002   | 2003  | 2004   | 2005  | 2006  | 2007  | 2008  | 2009  | 2010  | 2011  | 2012  | 2013  | 2014  | 2015  | 2016  | 2017  | 2018  | 2019  | 2020 | 2021 | 2022 | 2023 | 2024 |
| ----- | ------ | ------ | ------ | ------ | ----- | ------ | ----- | ----- | ----- | ----- | ----- | ----- | ----- | ----- | ----- | ----- | ----- | ----- | ----- | ----- | ----- | ---- | ---- | ---- | ---- | ---- |
| 89036 | 106441 | 110592 | 103317 | 104470 | 99721 | 101901 | 94499 | 93384 | 92138 | 79201 | 67146 | 64243 | 56870 | 63626 | 56605 | 53064 | 46836 | 42789 | 40974 | 42903 | 35970 |      |      |      |      |      |